# Calosoma kuschakewitschi plasoni
Calosoma (Callisthenes) kuschakewitschi plasoni – podgatunek chrząszcza z rodziny biegaczowatych, podrodziny Carabinae i plemienia Carabini.
Takson ten został opisany w 1917 roku przez Borna, jako odmiana. Do rangi podgatunku wyniósł go w 1940 roku René Jeannel. Jako miejsce typowe podano obwód siemirieczeński. 
Krótkoskrzydły tęcznik o ciele długości od 18 do 28 mm. Wierzch ciała bywa ciemnospiżowy. Przedplecze ma najszersze na środku długości. Głowa większa, a pokrywy dłuższe niż u podgatunku nominatywnego.
Chrząszcz palearktyczny, środkowazjatycki, znany z Kazachstanu i Kirgistanu, gdzie żyje na stepach i w lasach gór przygranicznych.